# Karl Terkal
Karl Terkal (né à Vienne le 7 octobre 1919 et mort dans cette même ville le 12 août 1996) est un ténor autrichien.

## Biographie
Il travaille comme ébéniste dans une fabrique de meubles dans sa ville natale tout en étudiant le chant en privé avec Valerie Wilhelm. Une fois la guerre 1939-45 terminée, il entre à l'Académie de Musique de Vienne, où il est l'élève de Hermann Gallos. 
Il débute en 1950 à Graz en Don Ottavio dans Don Giovanni. Il y chante jusqu'en 1952, puis remarqué par le chef d'orchestre Clemens Krauss, il débute à l'Opéra d'État de Vienne en 1952, où il chantera pendant trente ans. Il parait aussi aux festivals de Salzbourg, Bregenz et Bayreuth. 
Très apprécié comme ténor lyrique, il chante les opéras de Mozart, Wagner, Strauss, Verdi, Puccini avec égal succès. Il est invité à Milan, Rome, Naples, Palerme, Lisbonne, et Londres. 
Parallèlement à sa carrière à l'opéra, il jouit d'une immense popularité dans l'opérette au Volksoper de Vienne pendant de nombreuses années.

## Discographie sélective
- 1951 - La Bohème - Trude Eipperle, Karl Terkal, Wilma Lipp, Alfred Poell - Chœur et orchestre de la Radio de Bavière (Munich), Clemens Krauss - Cantus Classic (chanté en allemand)
- 1953 - La Traviata - Teresa Stich-Randall, Karl Terkal, Robert Blasius - Chœur et orchestre de la Radio de Cologne, Mario Rossi - Cantus Classic (chanté en allemand)